# E-maily z pekla
E-maily z pekla (v angl. orig. The Wormwood File: E-mail from Hell) je kniha, kterou v roce 2004 vydal pravoslavný spisovatel a novinář Jim Forest. Byla přeložena do řady jazyků, česky vyšla v roce 2007. Jde o volné pokračování slavné Lewisovy knihy Rady zkušeného ďábla, které má čtenáři přiblížit některá pokušení současného světa, která se v Lewisově době nevyskytovala, či nebyla tak rozšířena.

## O knize
Kniha má podobné uspořádání, charakter i účel jako její „první díl“, ovšem dopisy mají charakter e-mailů a autor v nich probírá témata, která Lewisův svět neznal, či která v něm ještě nebyla tak aktuální (např. dnešní rozsáhlá sekularizace a odpor k organizovanému náboženství, interrupce, roztříštěnost křesťanství, televize, internet, hudební nosiče a podobně). Oproti prvnímu dílu se změnila doba i prostředky, cíle ale zůstávají nezměněné.
Autorem pekelných e-mailů je Tasemník (orig. Wormwood). Z nezkušeného zelenáče v Lewisově knize se stal zkušený démon, který pro změnu radí zelenáči Umaštěnkovi (orig. Greasebeek), jak dostat do pekla prvního klienta.

### Ukázka
Máš štěstí, že pracuješ v kultuře, ve které by většina lidí byla raději považována za zvrhlíky, než za hlupáky. Náš Nepřítel, jak známo, zdůrazňuje, že blahoslavení jsou čistého srdce, ale dnešní lidé by mnohem raději byli blahoslavení kvůli vysokovýkonným mozkům. Ať si čistá srdce ponechají hlupáci. Blahoslavení jsou bystří!